# Преображенский, Николай Александрович (протоиерей)
Николай Александрович Преображенский (21 апреля [3 мая] 1868, Архангел, Меленковский уезд, Владимирская губерния — 1937) — священнослужитель Православной российской церкви, протоиерей (1915), настоятель храма Феодоровской иконы Божией Матери (1898—1923) в Коврове.

## Биография
Родился 21 апреля 1868 года в селе Архангел, в Меленковском уезде Владимирской губернии в семье священника.
В 1882 году окончил по первому разряду Муромское духовное училище, а в 1888 году — Владимирскую духовную семинарию. В 1896 году окончил Московскую духовную академию со степенью кандидата богословия.
В 1897 году был обвенчан с Лидией Александровной Смирновой; бездетный. 21 апреля 1897 года назначен на должность надзирателя Владимирской духовной семинарии, а 12 августа 1897 года уволен в гражданское ведомство и работал бухгалтером во Владимирской казённой палате.
В 1898 году был рукоположён в сан пресвитера с назначением на должность настоятеля храма Феодоровской иконы Божией Матери в городе Коврове. Был также преподавателем Закона Божия в Ковровском техническом железнодорожном училище, двухклассной мужской школе и женской гимназии (1898), заведующим Знаменской церковно-приходской школой, председателем Ковровского отделения епархиального училищного совета, членом Владимирской учёной архивной комиссии (1899). Передал в её музей свою коллекцию старинных монет, провёл капитальный ремонт храма, организовал при нём библиотеку (1900—1904). Был одним из руководителей Ковровского отделения «Союза русского народа» (1905).
Член Владимирского отделения Императорского православного палестинского общества и епархиального съезда духовенства и мирян (1917).
В 1917—1918 годах член Поместного собора Православной российской церкви по избранию как клирик от Владимирской епархии, участвовал в 1-й и 3-й сессиях, член V, VII, XIV, XV, XVII отделов.
В июне 1918 году делегат Владимирского епархиального экстренного съезда.
В 1920 году «за хранение антисоветской литературы» осуждён на 2 года концлагеря условно.
В 1923 году, после закрытия Феодоровского храма, как «верный последователь тихоновщины» на 4 месяца заключён в тюрьму и выслан на 3 года в Усть-Кулом Автономной области Коми (Зырян).
В 1927 году вернулся в Ковров, был лишён избирательных прав.
В 1930-х годах настоятель Петропавловского храма в селе Петровском Ковровского района.
Снова был осуждён, скончался зимой 1937 года на поселении.

## Награды
- Право ношения скуфьи (1904)
- Золотой наперсный крест (1911)
- Орден Святой Анны III степени (1912)
- Сан протоиерея (1915)
- Наперсный крест с украшениями (1919)

## Сочинения
Речь // Владимирские епархиальные ведомости. 1911. № 3. С. 68-69.